# Teresa Broseta Fandos
Teresa Broseta Fandos (València, 1963) és una escriptora valenciana especialitzada en literatura infantil i juvenil. Llicenciada en Ciències de l'Educació per la Universitat de València i en Filologia Hispànica per la UNED. Ha treballat a l'Agència Tributària.
La seua trajectòria literària es va iniciar amb La botiga del Carme (Edicions del Bullent, 2001), obra que li va valdre el Premi Carmesina de narrativa infantil i va marcar l'inici d'una prolífica carrera. Tot i centrar-se principalment en la narrativa per a xiquets en valencià, també ha publicat poesia, teatre, narrativa per a adults i diverses obres en castellà, així com traduccions i relats breus.
Entre les seues obres destacades es troben títols com L'estiu dels pirates (Edicions Bromera, 2003), Berenars amb Cleopatra (Edicions del Bullent, 2004), No puges a l'andana (Edicions Bromera, 2008) i Cor d'elefant (Edicions del Bullent, 2014), finalista del Premi Enric Valor de Narrativa Juvenil i guardonada amb el Premi de la Crítica dels Escriptors Valencians i el Premi Samaruc. Recentment, ha explorat la poesia infantil amb Poesia de nit i de dia (Andana Edicions, 2018), obra reconeguda amb el Premi Fundació Caixa-Cooperativa d’Algemesí.